# Rolf Bielas
Rolf Bielas (* 2. September 1950 in Weißwasser/Oberlausitz) ist ein ehemaliger deutscher Eishockeyspieler und derzeitiger -trainer.
Bielas spielte als Stürmer bei Dynamo Weißwasser und war von 1968 bis 1982 Nationalspieler der DDR. Mit 135 Länderspieltoren für die DDR gehört er zu den deutschen Rekordnationalspielern.
Bielas wurde mit Dynamo Weißwasser achtmal Meister der DDR.
Nach seiner aktiven Laufbahn wechselte er in die Trainertätigkeit. Er war von 1982 bis 1991 Trainer bei Dynamo Weißwasser, wechselte 1992 zum ETC Crimmitschau als Cheftrainer (bis 1994) und war bis 2000 im Nachwuchsbereich tätig. Danach war er Trainer bei den Saaleteufeln Halle (bis April 2003), bei den Rostock Piranhas (bis März 2004) und in Braunschweig.
Bielas ist Mitglied der Hall of Fame des deutschen Eishockeys.